# Teofilantropizm
Teofilantropizm (z gr. theos – Bóg, filos – przyjaciel i anthropos – człowiek) – kult religijny powstały we Francji epoki Dyrektoriatu, w latach 1797–1798 wspierany przez władze francuskie jako alternatywa dla Kościoła rzymskokatolickiego.

## Historia
W lutym 1795 r. władze rewolucyjnej Francji na mocy dekretu wycofały szereg wcześniejszych regulacji prawnych ograniczających wolność wyznania, natomiast w czerwcu tego samego roku odwołały konstytucję cywilną kleru. We wrześniu zastąpiło ją zobowiązanie kapłanów katolickich do składania, przed uzyskaniem zgody na podjęcie działalności duszpasterskiej, przysięgi nienawiści wobec monarchii, a od maja 1795 r. – przysięgi wierności wobec władz republikańskich. W praktyce na podobny krok decydowało się niewielu kapłanów. Przeważająca liczba księży była przeciwna republice. Trwała wojna w Wandei i walka z szuanerią – ruchy antyrewolucyjne były popierane przez duchowieństwo. W tej sytuacji część francuskich polityków uważała, iż zasadnym i korzystnym dla rządu będzie popieranie kultu, który zaspokoiłby potrzeby duchowe społeczeństwa, będzie upowszechniać pożądane wartości moralne, a zarazem wpisze się w rewolucyjną koncepcję wiary („religii naturalnej”).

### Powstanie i założenia teofilantropizmu
Twórcą teofilantropizmu był Jean-Baptiste Chemin-Dupontes, który w momencie wybuchu rewolucji był w Paryżu księgarzem, wcześniej ukończył naukę w seminarium duchownym. W latach 1791–1794 napisał on szereg broszur o patriotycznym wydźwięku, zaś w 1794 r. stworzył swoisty katechizm „religii naturalnej” – rewolucyjnego kultu Rozumu oraz kultu Istoty Najwyższej. Gdy obydwa te kulty praktycznie upadły, w 1796 r. Chemin-Dupontes wydał Manuel des théoanthropophiles (Podręcznik teoantropofilów), w którym wykładał koncepcję prostej monoteistycznej religii, kultywowanej wyłącznie w rodzinach. W upowszechnianiu kultu Chemina-Dupontesa wspierał Valentin Haüy.
Podręcznik teofilantropów (Manuel des théophilanthropes; nazwa została zmieniona, gdyż pierwszą uznano za brzmiącą niefortunnie) rozwijał założenia nowej wiary. Jej wyznawcy mieli uznawać istnienie jednej tylko najwyższej istoty boskiej oraz nieśmiertelność duszy. W życiu kierować mieli się rozumem i dążyć do wypełniania dobrych uczynków zarówno w życiu prywatnym, jak i obywatelskim. Twórcy teofilantropizmu świadomie zrezygnowali z formułowania bardziej złożonej teologii, twierdząc, że nie jest ona potrzebna. W zakresie moralności twórcy teofilantropizmu zalecali kierowanie się prawem naturalnym i prymat sumienia, które wskazuje, jakie działania są dobre dla człowieka, dla bliźnich i dla ojczyzny – dobra wspólnego wszystkich.
Bardzo proste założenia wiary miały przyciągać do niej nowych wyznawców i umożliwiać im moralny rozwój, który zdaniem teofilantropów był niemożliwy zarówno dla osób „hołdujących dawnym przesądom”, jak i dla osób zwalczających religię w ogóle.

### Teofilantropizm jako kult oficjalnie wspierany przez państwo

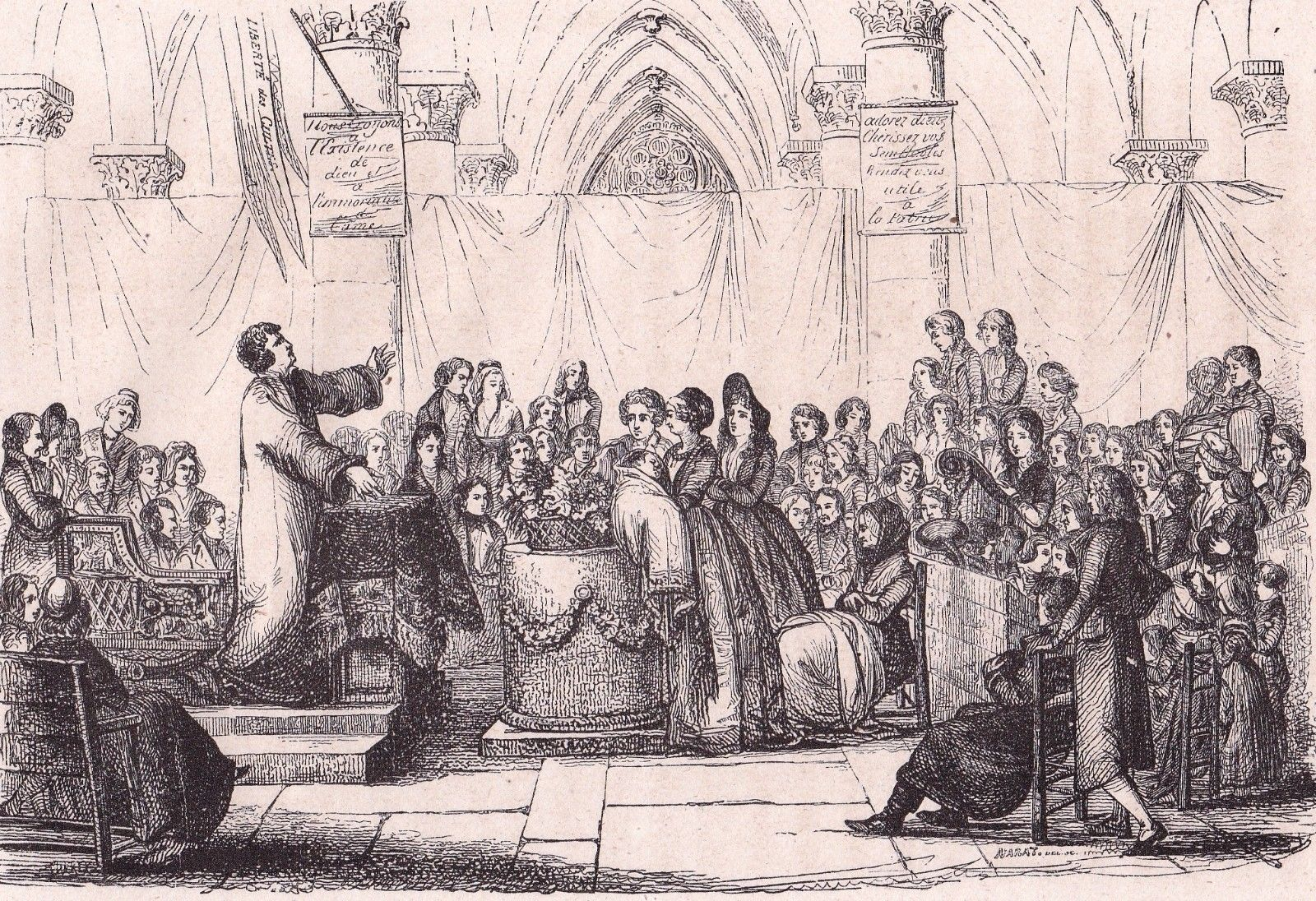
Nabożeństwo teofilantropów, ilustracja XIX-wieczna

Publiczne nabożeństwa teofilantropów odbywały się od 1797 r. Krótko po pierwszym zgromadzeniu wyznawców nowy kult zyskał poparcie kilkorga wpływowych postaci życia publicznego, m.in. malarza Jacquesa-Louisa Davida, Marie-Josepha de Chénier, a przede wszystkim członka Dyrektoriatu, Louis-Marie de La Révellière-Lépeaux.
Nabożeństwa teofilantropów, nazywane „świętami religijnymi i moralnymi”, odbywały się w świątyniach przed ołtarzem ozdobionym kwiatami i owocami, jako darami Boga. Poza nim w świątyni znajdowały się inskrypcje z sentencjami filozofów oraz wizerunki myślicieli. Nabożeństwo rozpoczynało się inwokacją do Ojca Natury, po czym zgromadzonym zadawano pytania, które miały skłonić ich do refleksji nad swoim sumieniem i postępowaniem. Każdy rozważał swoje postępowanie w milczeniu. W dalszej części zgromadzenia wygłaszano przemówienia o tematyce moralnej, czerpiące inspirację m.in. z chrześcijaństwa, filozofii greckiej i rzymskiej, Koranu. Na zakończenie śpiewano hymny. Oprócz zgromadzeń liturgicznych teofilantropi organizowali również w świątyniach wykłady o tematyce filozoficznej i moralnej. Uroczyście obchodzono chrzty dzieci, małżeństwa i pogrzeby, a także ceremonię przyjęcia w poczet teofilantropów po czteromiesięcznym kursie przygotowawczym.
De La Révellière-Lépeaux doprowadził do tego, by teofilantropizm zyskał poparcie państwa, chociaż nigdy nie ogłoszono go religią państwową. Przekonał innych członków Dyrektoriatu, że społeczeństwu potrzebna jest religia, w tym liturgia, która równocześnie będzie sprzyjać upowszechnianiu moralności republikańskiej. W 1798 r. nabożeństwa teofilantropów odbywały się we wszystkich czynnych kościołach w Paryżu i były dofinansowywane przez rząd.
Kult nigdy jednak nie stał się masowy. Teofilantropizm zyskał pewną popularność w Paryżu, w departamentach Seine, Yonne i Aisne. Funkcjonowanie społeczności teofilantropów odnotowano również w Tulonie, Angers, Poitiers, Blois, Bourges, Troyes, Châlons, Dijon, Épinal, Nîmes, Autun, Rouen, Hawrze, Nevers, Clamecy, Bordeaux, Lesparre, a także, w pojedynczych przypadkach, na wsiach. Twórcami wspólnot byli zwykle dawni lokalni przywódcy kultu Rozumu i kultu Istoty Najwyższej, byli kapłani katoliccy, rzadziej lokalni urzędnicy realizujący w ten sposób wytyczne rządowe.
4 października 1801 r. po podpisaniu przez Francję konkordatu zabronione zostało organizowanie zgromadzeń teofilantropów w kościołach katolickich. W 1803 r. kult został zakazany decyzją prefekta policji departamentu Sekwany. Nielegalne zgromadzenia teofilantropów odbywały się jeszcze przez kilka lat w departamencie Yonne. Pozbawiony wsparcia państwowego kult całkowicie zanikł.